# Ictidosuchoides
Ictidosuchoides è un genere estinto di terapsidi, appartenente ai terocefali. Visse tra il Permiano superiore e il Triassico inferiore (circa 258 - 250 milioni di anni fa) e i suoi resti fossili sono stati ritrovati in Sudafrica. 

## Descrizione
Questo animale era di dimensioni medio - piccole: il cranio era lungo circa 10 centimetri e si suppone che l'intero animale fosse lungo poco più di mezzo metro. Il cranio era basso e allungato; in particolare, il muso era lungo e piuttosto sottile. Le ossa parietali erano strette ma era presente una cresta sagittale elevata. Era inoltre presente un grande foro pineale. La barra postorbitale era completa o quasi completa a seconda delle specie. Ictidosuchoides è uno dei pochi terapsidi in cui è noto l'anello sclerotico. 
Erano presenti sei incisivi superiori e cinque inferiori, uno o due canini superiori e uno inferiore, e otto piccoli postcanini superiori (sei nella mandibola). Non vi era un palato secondario ossificato. 

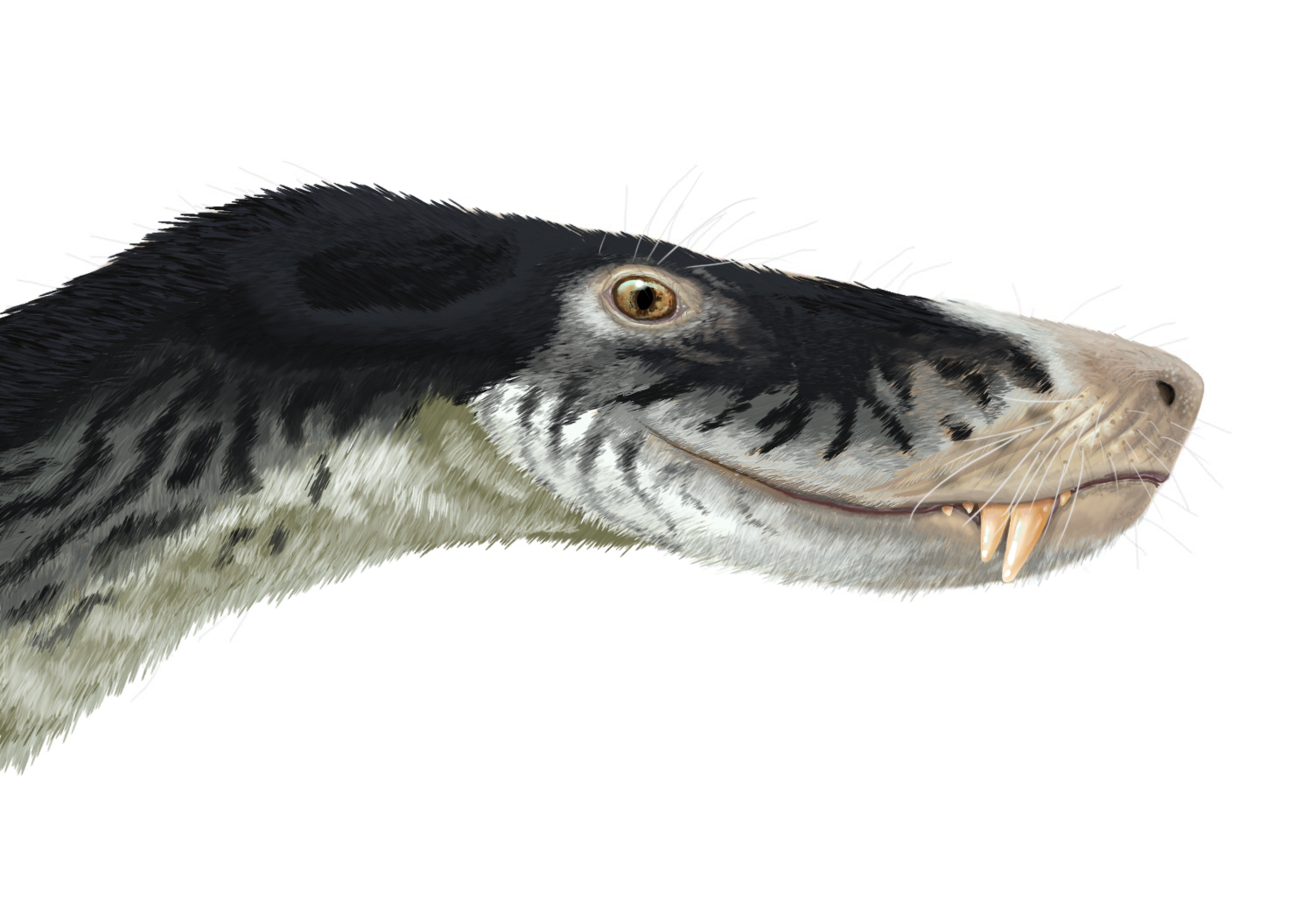
Ricostruzione della testa di Ictidosuchoides. La presenza di peli è ipotetica.

Nello scheletro postcranico, il calcagno era privo di un tallone differenziato; i metatarsi erano lunghi, soprattutto nel primo dito del piede.

## Classificazione
Ictidosuchoides è un rappresentante dei terocefali, un gruppo di terapsidi tipici del Permiano e del Triassico. Ictidosuchoides è un rappresentante derivato, appartenente al clade Baurioidea, comprendente i terocefali più specializzati. Ictidosuchoides è uno dei pochi terocefali a essere sopravvissuto all'evento di estinzione del Permiano - Triassico (Smith e Botha, 2005; Ward et al., 2005).
Il genere Ictidosuchoides venne descritto per la prima volta da Robert Broom nel 1931, sulla base di resti fossili ritrovati in Sudafrica nel Karroo ("zona a Cistecephalus"). La specie tipo è Ictidosuchoides longiceps, ma è nota anche la specie I. intermedius. Una terza specie, I rubidgei, è generalmente ascritta a un genere più arcaico, Ictidosuchops.